# كيمي رايكونن
كيمي ماتياس رايكّونين (بالفنلندية: Kimi Matias Räikkönen) (ولد في 17-تشرين الأوّل- 1979 في مدينة إسبو في فنلندا) هو سائق سيّارات فنلنديّ ناشط حاليًّا في سباقات الفئة الأولى وهو يكبر أخاه رامي الذي يقود سيّارات رالّي.
بدأ كيمي بقيادة سيّارات الكارت بعمر تسع سنوات سنة 1988. وفي سنة 1991 ظهر للمرّة الأولى في سباقات دوليّة. كان احتلاله للمركز الثاني في كأس روكيت 1995 أفضل إنجاز له آنذاك. وفي سنة 1998 فاز للمرّة الأولى على الصعيد الوطنيّ في بلده للفئة أ.
وبعد أن فاز لسنتين متتاليتين 1999 و2000 لفئة سباقات فورملا رينو المقامة في بريطانيا، دعاه مدير فريق زاوبر-بيتروناس حينها بيتير زاوبر لتجربة قيادة سيّارة من الفئة الأولى. وخلال فترة بسيطة أمّن مركزًا له كسائق في أهمّ سباقات السيّارات عالميًّا لدى فريق زاوبر، وقاد سنة 2001 إلى جانب الألمانيّ نيك هايدفلد للمرّة الأولى في السباق الأسترالي في الرابع من آذار، وأحرز منذ السباق الأوّل نقاطًا له. ثمّ أنهى الموسم بالمركز العاشر مع 9 نقاط.
وفي السنة التالية، عام 2002 انتقل إلى فريق مكلارين مرسيدس بعد مغادرة السائق الفنلنديّ ميكا هاكينن والذي نصحه بأن يخلفه وأن ينتقل إلى الفريق الأنكلو-ساكسونيّ.
في نهاية موسم 2006 انتقل للفريق الإيطالي فيراري خالفا لسائقه الألماني المعتزل مايكل شوماخر.
حقق بطولة العالم لموسم 2007 مع فريق فيراري، فيما كان أفضل مركز حققه سابقا مع مرسيدس ماكلارين الثاني في موسمي 2003 و2005 حيث حلّ بالمركز الثاني في نهاية الموسم على التوالي خلف الألمانيّ مايكل شوماخر والإسبانيّ فرناندو ألونسو، البطلين المعروفين.
في نهاية موسم 2018 إنتقل إلى فريق ألفا روميو في الفورمولا واحد.

## المصدر
- Kimi Räikkönen Fans Webblog نسخة محفوظة 3 أكتوبر 2007 على موقع واي باك مشين.

## روابط خارجية
- كيمي رايكونن على موقع IMDb (الإنجليزية)
- كيمي رايكونن على موقع إن إن دي بي (الإنجليزية)
- كيمي رايكونن على موقع قاعدة بيانات الفيلم (الإنجليزية)
- كيمي رايكونن على موقع Racing-Reference.info (الإنجليزية)
- كيمي رايكونن على موقع DriverDB.com (الإنجليزية)
- كيمي رايكونن على موقع eWRC-results.com (الإنجليزية)
- كيمي رايكونن على موقع AS.com (الإسبانية)